# 태상왕
상왕(太上王)은 태상국왕(太上國王)이라 부르기도 하며, 국왕에게 왕위를 물려준 전 국왕의 칭호이다. 약칭으로 상왕(上王)이라고 불릴 수도 있으나, 태상왕과 상왕이 동일한 경우도 있고 다른 경우도 있다.

## 개요
현직 국왕이 살아있는 상태에서 차기 왕위 계승자에게 왕위를 물려줄 경우 상왕이나 태상왕이 된다. 상왕이 단순히 태상왕의 약칭일 수도 있고, 태상왕이 전전대(前前代) 국왕, 상왕이 전대(前代) 국왕일 수도 있는데 이것은 상황에 따라 다르다. 조선 세종대왕 즉위시에는 생존한 전전대 국왕인 정종이 태상왕이 아니라 노상왕(老上王)이라고 불렸다.
태상왕은 궁궐의 최고 어른으로 존중의 대상이었고 왕이나 상왕과 같이 같은 단에 동석할 수 있었다.

## 한국

### 고구려

#### 태조대왕
146년 음력 12월, 태조대왕은 아우인 차대왕에게 왕위를 물려주었다. 그 후에 별궁에서 여생을 보내다가 165년 음력 3월에 서거하였다.

### 신라

#### 진성여왕
897년 음력 6월 1일(양력 7월 4일), 병마에 시달리던 진성여왕은 헌강왕의 서자인 효공왕을 태자로 삼아 왕위를 물려주었다. 897년 음력 12월 4일(양력 12월 31일) 승하하였다.

### 후백제

#### 견훤
935년 견훤의 아들인 신검이 아버지를 절에 강제로 유폐하고 대왕을 칭하였다. 이 후 한동안 태상왕으로 물러났던 견훤이 가솔을 이끌고 고려로 투항하게된다.

### 고려

#### 우왕
1388년 위화도 회군 직후 우왕이 명목상 상왕이 되고 창왕이 왕으로 즉위하였으나, 실제 우왕은 폐위된 것과 차라리 마찬가지였다. 그래도 이 때만 해도 우왕은 명목상으로는 상왕이었으나, 이듬해 공식적으로 폐위돼 지위를 잃게 된다. 이성계 일파는 창왕을 옹립한 조민수 일파를 축출한 뒤, 우왕이 공민왕의 아들이 아니라 신돈의 아들이며 따라서 상왕 우와 금상(今上) 창은 왕씨가 아니라 신씨라고 주장했다. 그들은 이에 따라 상왕과 금상을 모두 폐위했다.

#### 공양왕
공양왕을 왕으로 옹립했다(폐가립진). 우왕과 창왕은 공양왕 즉위 후 사사(賜死)된다. 태조 이성계는 공양왕으로부터 왕위를 양위받아 조선을 건국하였다.

### 조선

#### 태상왕태조와 상왕정종
태조는 1398년 음력 9월 5일에 왕위를 정종에게 물려주고 상왕이 되었다. 이 당시에는 상왕이 곧 태상왕이었고 태조가 거처하는 덕수궁은 태상전(太上殿)이라고 불렸다.
정종은 1400년에 태종에게 왕위를 물려준다. 이때부터 태조는 반드시 태상왕이라고 불리게 되었고, 정종은 상왕이라고만 불리게 되었다. 또 정종이 거주하는 인덕궁은 상왕전(上王殿)이라 하였다. 정종은 태상왕인 태조가 사망한 뒤에도 태상왕이라고 불리지 못했고 계속 상왕이라고 불렸다.

#### 노상왕 정종과 상왕태종
태종은 1418년에 세종에게 왕위를 물려주었다. 즉위 시 세종은 부왕인 태종에게 태상왕으로 부르게 하려고 하였으나 태종은 상왕(정종)을 태상왕으로 높여야 한다며 사양하여 무산되었다. 얼마 뒤 정종은 노상왕(老上王)이라고 불리게 되었고, 태종은 그냥 상왕이라고 불리게 되었다. 또한 정종의 궁은 노상왕전, 태종의 궁은 상왕전이라고 불렸다.
정종은 1419년에 사망하였고, 1420년에 세종이 다시 태종을 태상왕으로 높이려 하였으나 태종이 또 사양하였다. 세종은 1421년에 이 일을 다시 추진하였고 태종은 여전히 사양하였으나, 세종의 끈질긴 요청을 마침내 수락하여 태상왕이 되었다.

#### 단종
단종 1년이었던 1453년에 수양대군이 계유정난을 일으켜 실권자가 되었다가 1455년 반강제로 양위를 받아내 왕위에 오른다. 이에 따라 단종은 상왕이 된다. 그러나 1456년 사육신 사건을 계기로 세조가 상왕 단종을 폐위하여 노산군(魯山君)으로 강등하였고, 1457년 사망하였다. 단종은 계속 왕으로 대우 받지 못하다가 숙종 때인 1698년에야 복권되어 왕으로 추숭되었다.

#### 세조
세조는 사망 직전인 1468년 음력 9월 7일에 왕세자였던 예종에게 왕위를 물려주었다. 이때 예종이 즉위하면서 세조를 상왕으로 높이고 모후를 대비(大妃)로 높였으나 세조는 그 다음날 사망하였다.

#### 중종
중종은 사망 직전인 1544년 음력 11월 14일에 왕세자였던 인종에게 왕위를 물려주었다. 이때 인종이 즉위하면서 중종을 상왕으로 높이고 모후를 대비(大妃)로 높였으나 중종은 그 다음날 사망하였다.

## 베트남
베트남 찐응우옌 전쟁 때 찐 왕조와 꽝남국에 각각 1명의 태상왕이 존재했다.
- 찐 정공(1739년~1760년)
- 꽝남 완복순(1776년~1777년)

## 캄보디아
- 노로돔 시아누크(2004년~2012년)
  - 현 캄보디아 국왕 노로돔 시하모니

## 부탄
- 지그메 싱게 왕축(2006년~2007년)
  - 현 부탄 국왕 지그메 케사르 남기엘 왕축

## 참고 하기
현대 대한민국에서는 정치인이나 경제인이 정식 직함이 없거나 전직 직함을 가지고 있으면서 배후에서 영향력을 행사할 때(예: 전직 대통령, 경영 일선에서 물러난 재벌 총수 등이 배후에서 실권을 행사할 경우) ‘상왕’에 빗대기도 한다. 이 경우 ‘상왕’이라는 말은 비난이나 희화화 등 부정적인 뉘앙스로 쓰이는 경우가 많다.

## 같이 보기
- 태상황
- 태상천왕
- 태상가한
- 태상천황